# Łukasz Trałka
Łukasz Trałka (* 11. Mai 1984 in Rzeszów) ist ein polnischer Fußballspieler, der seit 2019 bei Warta Posen unter Vertrag steht. Mit 400 Spielen in der Ekstraklasa (Stand 16. Mai 2021), belegt Trałka den neunten Platz unter den Spielern mit den meisten Einsätzen in der Ekstraklasa seit 1927.

## Vereinskarriere
Der in Rzeszów geborene Mittelfeldspieler begann seine Profikarriere 2002 bei Piotrcovia Piotrków Trybunalski in der zweiten polnischen Liga (der dritten polnischen Spielklasse).
Nach seinem Wechsel zu Pogoń Szczecin, debütierte er 1. August 2004 gegen Legia Warschau (1:2) in der Ekstraklasa, der höchsten polnischen Spielklasse.
Nach einigen kurzen Gastspielen bei Widzew Łódź, KSZO Ostrowiec Świętokrzyski und Łódzki KS, landete er 2007 bei Lechia Gdańsk, wo er endgültig den Durchbruch in der Ekstraklasa schaffte und sogar für das polnische Nationalteam nominiert wurde.
Ende 2008 wechselte Trałka zu Polonia Warschau.
Im Sommer 2012 wechselte Trałka zum Ligakonkurrenten Lech Posen, wo er seine größten Erfolge feierte und Mannschaftskapitän wurde. 2015 gewann er mit Lech die polnische Meisterschaft. 2015 und 2016 folgte noch zusätzlich der Gewinn des Superpokals.
2019 wechselte Trałka zu Warta Posen, die in der 1. polnischen Liga (der zweiten polnischen Spielklasse) spielte. Als einer der Schlüsselspieler, verhalf er Warta zum Aufstieg in die Ekstraklasa für die Saison 2020–21, wo Warta sich überraschenderweise am Ende der Saison vor Lech platzierte.

## Nationalmannschaft
Sein Debüt in der polnischen A-Nationalmannschaft gab er am 14. Dezember 2008 beim Freundschaftsspiel gegen Serbien (1:0). Bis 2012 spielte er insgesamt sieben Mal für die Auswahl.

## Erfolge
- Polnischer Meister: 2015
- Polnischer Superpokalsieger: 2015, 2016